# 押上美猫
押上美猫，日本漫畫家，長崎縣五島市出身。1989年以短篇出道。代表作是《皇龍騎士團》。作品大多於日本新書館月刊Wings連載。

## 作品
- 《皇龍騎士團》系列
  1. 皇龍騎士團、全26冊+外傳1冊（大然、青文、中文版未有外傳）、原名
  2. 祝福的黒與破滅的白、1冊待續（連載中）、原名[1]
- 月華佳人、5冊待續、原名《月華佳人 Lumen Lunae（日语：月華佳人 Lumen Lunae）》
- ASUKA2、1冊、原名
- 尋找傳說中的國王、全1冊、原名
- 爸爸是壞蛋、全1冊、原名
- 草莓宮殿、1冊、原名《Strawberry Palace》
- 陣取合戰、3冊待續（東立）

## 外部連結
- （日語）http://min.pussycat.jp/ （页面存档备份，存于）
- （日語）http://talent.yahoo.co.jp/pf/detail/pp230011 （页面存档备份，存于）